# 전남선
전남선(全南線)은 조선철도주식회사에 의하여 송정-광주-담양-남원-진주를 지나 마산에 이르는 계획된 철도였다. 이 노선은 현재의 경전선의 광주송정과 진주 간을 현재와 다른 노선으로 잇던 노선이었다. 태평양 전쟁으로 1944년 10월 31일 광주∼담양을 잇는 구간은 철거되었다. 1965년 광주 - 금지 구간을 다시 착공하였으나 개통되지 못하였다. 1968년 2월 7일 순천∼진주 구간이 연결되어 경부선의 삼랑진과 호남선의 송정역까지가 연결됨으로써 전남선과 진주선을 경전선(慶全線)에 포함시키게 되었다. 현재 전남선은 광주선(광주송정-광주 간)과 경전선(순천-진주 간)으로 갈라져 있다.

## 연혁
- 일자 불명 : 조선철도, 송정리-광주-담양-순창-곡성-진주-마산 간의 노선을 계획함.
- 1921년 4월 : 송정리-담양 간 착공
- 1922년 7월 1일 : 송정리-광주간 개통
- 1922년 12월 : 광주-담양간 개통
- 일자 불명 : 현재의 경전선 노선으로 노선 변경
- 1944년 10월 31일 : 광주-담양구간 철거. 망월, 장산, 마항, 담양역 폐역
- 1946년 5월 17일 : 조선철도주식회사 국유화로 국가에 편입[2], 송정-광주 구간을 광주선으로 개칭
- 1965년 7월 3일 : 광주-금지 구간 착공.[1]